# Rosedale (Luisiana)
Rosedale é uma vila localizada no estado americano de Luisiana, na Paróquia de Iberville.

## Demografia
Segundo o censo americano de 2000, a sua população era de 753 habitantes.
Em 2006, foi estimada uma população de 762, um aumento de 9 (1.2%).

## Geografia
De acordo com o United States Census Bureau tem uma área de
20,2 km², dos quais 20,2 km² cobertos por terra e 0,0 km² cobertos por água.

## Localidades na vizinhança
O diagrama seguinte representa as localidades num raio de 24 km ao redor de Rosedale.